# Тувсинское сельское поселение
Тувси́нское се́льское поселе́ние (чув. Туҫи ял тӑрӑхӗ) — муниципальное образование в составе Цивильского района Чувашской Республики. Административный центр — деревня Тувси. Главой поселения является Атманова Людмила Михайловна.

## Состав поселения
В состав Тувсинского сельского поселения входят населённые пункты:
| № | Населённый пункт | Тип населённого пункта          | Население (2015) |
| - | ---------------- | ------------------------------- | ---------------- |
| 1 | Тувси            | Деревня, административный центр | ↗599             |
| 2 | Коснарбоси       | Деревня                         | ↘41              |
| 3 | Липсеры          | Деревня                         | ↘132             |
| 4 | Оттекасы         | Деревня                         | ↘37              |
| 5 | Синьялы          | Деревня                         | ↗104             |
| 6 | Чирши            | Деревня                         | ↗89              |

## География
На севере поселение граничит с землями Второвурманкасинского сельского поселения, Булдеевского сельского поселения, Атлашевского сельского поселения Чебоксарского района. На востоке границей Тувсинского сельского поселения с Рындинским сельским поселением служит фарватер реки Цивиль. На юге поселение граничит с Таушкасинским сельским поселением, граница проходит далее по реке Поженарка и следует по фарватеру реки Большой Цивиль до пересечения с грунтовой дорогой на границе с Рындинским сельским поселением. Затем граница поселения проходит в западном направлении по грунтовой дороге до пересечения с автомобильной дорогой М7 «Волга»—Коснарбоси, поворачивает по автомобильной дороге М7 «Волга»—Коснарбоси на север до моста через реку Поженарка. Западная граница Тувсинского сельского поселения проходит от моста через Поженарку, идёт вдоль лесных кварталов Цивильского лесничества Опытного лесхоза, далее вдоль садоводческого товарищества, потом пересекает грунтовую дорогу Орбаши—Коснарбоси, сворачивает налево, далее на север к границе с Чебоксарским районом.

## Население
| 2010 | 2012  | 2013  | 2014  | 2015  | 2016  | 2017 |
| ---- | ----- | ----- | ----- | ----- | ----- | ---- |
| 1036 | ↘1031 | ↘1011 | ↘1004 | ↗1021 | ↘1003 | ↘961 |
| 2018 | 2019  | 2020  | 2021  |       |       |      |
| ↘933 | ↘922  | ↘905  | ↘888  |       |       |      |

По данным Всероссийской переписи населения 2002 года преобладающее большинство (98—100 %) жителей деревень, составляющих поселение, — чуваши.

## Люди, связанные с поселением
- Григорьев Николай Данилович (р. 1939, Синьялы) — советский, российский и чувашский театральный актёр. В 1969—1989 работал в должности директора Чувашского академического драматического театра и одновременно выступал на сцене. Народный артист Чувашской АССР (1980), заслуженный артист РСФСР (1982), народный артист РСФСР (1989). Награждён медалью ордена «За заслуги перед Чувашской Республикой». Лауреат премии Комсомола Чувашии им. М. Сеспеля (1970), Государственной премии РСФСР им. К. С. Станиславского (1971). Почётный гражданин Цивильского района.
- Ермолаева Александра Осиповна (1922, Тувси — 2016, Цивильск) — учительница, работала учительницей начальных классов Первостепановской (1939—1941), Тувсинской (1941—1946) неполных средних школ Цивильского района; базовой начальной школы при Цивильском педучилище (1946—1955); Цивильской 7-летней (1955—1958), школы-интерната (1958—1963), Цивильской 8-летней (1963—1966) и средней школ (1966—1970), заслуженный учитель школы РСФСР (1964)[17].
- Иванов Михаил Иванович (р. 1953, Синьялы) — передовик производства. С 1976 года на Чебоксарском агрегатном заводе: размётчик (1976—1980), мастер (1980—1995), начальник участка (1996—2006), строгальщик (2006—2008), с 2008 года работает токарем-расточником. Заслуженный машиностроитель Российской Федерации (2013)[18].
- Иванов Пётр Иванович (1932, Синьялы — 2003, Чебоксары) — передовик производства, до 2000 работал слесарем-ремонтником ОАО "Завод «Чувашкабель», заслуженный рационализатор РСФСР (1980)[19].
- Львов Пётр Константинович[чуваш.] (1932, Липсеры — 2008) — прозаик, поэт, переводчик, член Союза писателей СССР (1963). Работал инструктором Чувашского обкома ВЛКСМ (1953—1957), в редакции журнала «Ялав» (1957—1965), редактором журнала «Тӑван Атӑл» (1965—1970), главным редактором Чебоксарской студии телевидения (1970—1973). Заслуженный работник культуры Чувашской Республики (1993).
- Марков Олег Иванович (р. 1966, Синьялы) — государственный деятель. Работал техническим директором, первым заместителем генерального директора — главным инженером ОАО «Чувашсетьгаз» (2004—2012). С августа 2012 года по январь 2013 года заместитель министра, с февраля 2013 года по сентябрь 2016 года министр строительства, архитектуры и жилищно-коммунального хозяйства Чувашской Республики, одновременно в апреле 2014 — сентябре 2015 гг., в мае—сентябре 2016 года заместитель Председателя Кабинета Министров Чувашской Республики. Награждён медалью ордена «За заслуги перед Чувашской Республикой»[20].
- Никитин Александр Никитич (1892, Тувси — 1942, Казань) — советский государственный деятель; Председатель Президиума ЦИК Чувашской АССР (1929—1937). Награждён орденом Ленина.
- Николаев Иван Николаевич (р. 1946, Коснарбоси) — полковник, доктор военных наук, профессор (2000), член Союза журналистов России (2005), автор более 120 научных трудов, в том числе 4 монографий, 3 учебников, 9 учебных пособий. Заслуженный работник высшей школы Российской Федерации (2013), награждён орденом «За службу Родине в Вооружённых Силах СССР» 3-й степени, «За заслуги перед Чувашской Республикой», медалью ордена «За заслуги перед Чувашской Республикой», лауреат премий Министерства обороны Российской Федерации (2001, 2003), почётный гражданин Цивильского района (2005)[21].
- Степанов Михаил Степанович (1932, Чирши — 2004, Чебоксары) — тренер, мастер спорта СССР по боксу (1964). Чемпион Чувашии и призёр чемпионата России (1963) по боксу. Работал тренером Чебоксарской спортивной школы молодёжи. Воспитал более 10 мастеров спорта СССР, в том числе чемпиона мира В. К. Львова и чемпиона России В. В. Гордеева. Заслуженный тренер СССР (1978), заслуженный тренер РСФСР (1978), заслуженный работник физической культуры и спорта Чувашской АССР (1978).